# Klaus Meier (Journalist)
Klaus Meier (* 1968) ist ein deutscher Journalist und Kommunikationswissenschaftler. Seit 2010 ist er Professor für Journalistik an der Katholischen Universität Eichstätt-Ingolstadt.

## Werdegang
Sein Volontariat absolvierte Klaus Meier bei der Frankenpost in Hof, bei der er anschließend Redakteur war. Als freier Journalist arbeitete er ab 1992 für die Süddeutsche Zeitung und den Bayerischen Rundfunk.
Nach seinem Journalistik-Studium an der Katholischen Universität Eichstätt-Ingolstadt arbeitete er als Coach und Trainer in Redaktionen und Weiterbildungsinstituten in Deutschland, Österreich, der Schweiz, den Niederlanden, Singapur und Thailand.
Von 1997 bis 2001 war Klaus Meier wissenschaftlicher Mitarbeiter an der Katholischen Universität Eichstätt-Ingolstadt. Im Jahr 2001 wurde er Professor für Journalistik im Fachbereich Media der Hochschule Darmstadt. Er konzipierte zusammen mit Kollegen die Studiengänge Online-Journalismus und Wissenschaftsjournalismus. Im September 2009 wurde Klaus Meier an den Lehrstuhl für crossmediale Entwicklungen des Journalismus am Institut für Journalistik der Technischen Universität Dortmund berufen. Seit Januar 2011 ist er am Lehrstuhl für Journalistik I der Katholischen Universität Eichstätt-Ingolstadt in Eichstätt tätig.
Klaus Meier ist Mitarbeiter am Standardwerk La Roches Einführung in den praktischen Journalismus von Walther von La Roche. Von ihm stammen das erste deutschsprachige Lehrbuch zum Online-Journalismus (Internetjournalismus, 1. Aufl. 1997) sowie die erste kompakte Einführung in die Journalistik als Wissenschaft (Journalistik, 3. Aufl. 2013, UVK Konstanz). In seiner Dissertation analysierte er die Veränderungen im Redaktionsablauf, die zum sogenannten Newsroom führen (Ressort, Sparte, Team, 2002). Er ist Gutachter in Akkreditierungsverfahren für neue Studiengänge bei mehreren Agenturen und Hochschulen. Meier ist Träger des Ars legendi-Preises für exzellente Hochschullehre 2017, des bedeutendsten Preises für Hochschullehre in Deutschland.
Seit Juli 2021 ist Meier Vizepräsident der Katholischen Universität Eichstätt-Ingolstadt für Studium und Lehre. Im Februar 2022 wurde er zum Vorsitzenden der Deutschen Gesellschaft für Publizistik- und Kommunikationswissenschaft gewählt.
Im Februar 2024 berief die Süddeutsche Zeitung Meier in eine Prüfungskommission, die die Vorwürfe gegen die stellvertretende Chefredakteurin der SZ, Alexandra Föderl-Schmid, aufklären sollte. Föderl-Schmid waren zuvor ungekennzeichnete Textübernahmen in mehreren Artikeln sowie Plagiatfragmente in ihrer Dissertation vorgeworfen worden.

## Auszeichnungen, Jurytätigkeit
- Dissertationspreis der Deutschen Gesellschaft für Publizistik- und Kommunikationswissenschaft (DGPuK), 2002 (2. Preis)
- Preis der Eichstätter Universitätsgesellschaft für die Dissertationsschrift, 2001
- Mitglied der Jury zur Wahl der „Journalisten des Jahres“ (Medium Magazin), 2007/2008 bis heute
- Mitglied der Nominierungskommission des „Grimme Online Awards“, 2001
- Mitglied der Jury des Alternativen Medienpreises, München/Nürnberg, 2001 bis heute
- Ars Legendi-Preis für exzellente Hochschullehre, 2017[3]